# Freycinetia wilderi
Freycinetia wilderi là một loài thực vật có hoa trong họ Dứa dại. Loài này được Martelli ex Wilder miêu tả khoa học đầu tiên năm 1931.